# Kylie Minogue: Artist Collection
Kylie Minogue: Artist Collection là album tuyển tập của ca sĩ nhạc pop-dance người Úc Kylie Minogue. Album được phát hành bởi hãng BMG International vào 20 tháng 9 năm 2004 tại Anh. Bộ sưu tập này bao gồm những ca khúc trích từ 2 album phòng thu của Minogue là Kylie Minogue (1994) và Impossible Princess (1997), cùng một số ca khúc chưa phát hành và Mặt B.
1,000 bản của album đã được bán tại Brasil.

## Danh sách ca khúc
1. "Confide in Me" (Bản Master) (S. Anderson/D. Seaman/O. Barton) – 5:51
2. "Limbo" (K. Minogue/D. Ball/I. Vauk) – 4:06
3. "Breathe" (Bản chỉnh của Đài phát thanh) (K. Minogue/D. Ball/I. Vauk) – 3:39
4. "Automatic Love" (G. Mallozzi/M. Sabiu/K. Minogue/I. Humpe) – 4:46
5. "Dangerous Game" (Phần mở đầu) (S. Anderson/D. Seaman) – 1:20
6. "Too Far" (K. Minogue) – 4:43
7. "Dangerous Game" (S. Anderson/D. Seaman) - 5:30 Chỉ xuất hiện trong phiên bản tại Brazil
8. "Put Yourself in My Place" (J. Harry) – 4:54
9. "Did It Again" (Phiên bản của đĩa đơn) (K. Minogue/S. Anderson/D. Seaman) – 4:15
10. "Take Me with You" (S. Anderson/D. Seaman) – 9:10
11. "Love Takes Over Me" (K. Minogue/S. Anderson/D. Seaman) – 4:19
12. "Where Is the Feeling?" (Bản nhạc nhẹ) (W. Smarties/J. Hannah) – 4:51
13. "Cowboy Style" (K. Minogue/S. Anderson/D. Seaman) – 4:44
14. "Dreams" (K. Minogue/S. Anderson/D. Seamam) – 3:44